# بولینگ برای کلمباین
بولینگ برای کلمباین فیلم مستندی است که توسط مایکل مور مستندساز آمریکایی در سال ۲۰۰۲ ساخته شد.
عنوان و موضوع این فیلم برگرفته از ماجرای کشتار دبیرستان کلمباین است و نگاهی انتقادی به قانون حمل اسلحه در ایالات متحده آمریکا دارد.
این فیلم برنده جایزه اسکار بهترین فیلم مستند در سال ۲۰۰۳ شد.